# بيتر تومسون (لاعب غولف)
بيتر تومسون (بالإنجليزية: Peter Thomson)‏ هو لاعب غولف أسترالي، ولد في 23 أغسطس 1929 في برونزويك ‏ في أستراليا، وتوفي في 20 يونيو 2018 في ملبورن في أستراليا بسبب مرض باركنسون.

## وصلات خارجية
- بيتر تومسون على موقع رابطة لاعبي الغولف المحترفين (الإنجليزية)
- بيتر تومسون على موقع رابطة أوروبا للاعبي الغولف المحترفين (الإنجليزية)
- بيتر تومسون على موقع رابطة اليابان للاعبي الغولف المحترفين (الإنجليزية)
- بيتر تومسون على موقع قاعة أستراليا للمشاهير الرياضية (الإنجليزية)
- بيتر تومسون على موقع الموسوعة البريطانية (الإنجليزية)
- بيتر تومسون على موقع إن إن دي بي (الإنجليزية)